# Michael Ahern
Michael Ahern (né le 20 janvier 1949) est un homme politique irlandais du Fianna Fáil qui est ministre d'État de 1992 à 1993 et de 2002 à 2008. Il est Teachta Dála (TD) pour la circonscription de Cork Est de 1982 à 2011.

## Jeunesse
Michael Ahern est né à Dungourney, dans le comté de Cork. Il fait ses études à la Dungourney National School, au Rockwell College, dans le comté de Tipperary et à l'University College de Dublin, où il obtient un baccalauréat ès arts en économie, politique et psychologie. Il fréquente aussi le Holy Ghost Missionary College, Kimmage Manor, Dublin, où il étudie la théologie. Pendant une brève période au début des années 1970, Ahern travaille comme professeur dans une école secondaire. En 1973, il devient étudiant en comptabilité chez Coopers & Lybrand, Cork. En 1977, il devient contrôleur financier dans une entreprise de construction de bâtiments à Cork.

## Vie privée
Il est marié à Margaret Monahan et ils ont trois filles, dont l'une, Barbara Ahern, se présente sans succès aux élections générales de 2016 à Cork East pour le Fianna Fáil.
Michael Ahern est le fils de Liam Ahern, sénateur entre 1957 et 1973 et député de 1973 à 1974. Le grand-oncle d'Ahern, John Dinneen, est également membre du Dáil entre 1922 et 1927. Le frère de Michael Ahern, Maurice Ahern, est membre Fianna Fáil du conseil du comté de Cork, mais perd son siège aux élections locales de 2009.

## Carrière politique
Ahern est élu pour la première fois au Dáil Éireann lors des élections générales de février 1982 et occupe ce poste jusqu'en 2011. En 1984, il reçoit sa première promotion majeure lorsqu'il devient porte-parole adjoint du Fianna Fáil pour les transports auprès de Charles Haughey. Entre 1992 et 1993, il est ministre d'État au ministère de l'Industrie et du Commerce, chargé de la Science et de la Technologie. Entre 1994 et 1997, il est porte-parole de l'opposition pour les travaux publics et les impôts. En 2002, le Fianna Fáil remporte les élections et Ahern est nommé ministre d'État au ministère des Entreprises, du Commerce et de l'Emploi, chargé du Commerce.
Après les élections générales de 2007, il est nommé ministre d'État au ministère de l'Entreprise, du Commerce et de l'Emploi, chargé de la politique d'innovation. Le 13 mai 2008, après que Brian Cowen soit devenu Taoiseach, Ahern perd son poste de ministre d'État.
Il perd son siège aux élections générales de 2011. Il est battu pour le conseil du comté de Cork aux élections locales de 2014.